# Kawęczyn (powiat radomszczański)
Kawęczyn – wieś w Polsce położona w województwie łódzkim, w powiecie radomszczańskim, w gminie Masłowice.
W latach 1975–1998 miejscowość należała administracyjnie do województwa piotrkowskiego.